# Овасе
Овасе (яп. 尾鷲市) — город в Японии, в префектуре Миэ. Координаты: 34°04′ с. ш. 136°12′ в. д.. В 2003 население города оценивалось в 22 861 человек, площадь города — 193.14 км². Статус большого города был присвоен 20 июня 1954 года.

## Географическое положение
Город находится на побережье Тихого океана, на полуострове Кии.
В городе расположено большое число синтоистских святилищ и буддийских храмов, преимущественно школы сото-сю.

## История
В Средние века Овасэ находился на пути паломнических троп Кумано-кодо — от монастырей священной горы Коя-сан через холмы и леса до синтоистских святилищ в окрестности Кумано, и далее до святых мест Исе. Традиция паломничества сохранилась до сих пор, паломнические тропы оборудованы приютами, и к промежуточным пунктам паломничества подведены автобусные линии. Тропы в горах и в лесу нередко выложены камнем.
Система паломнических троп охраняется как Всемирное наследие ЮНЕСКО.

## Экономика
Важными отраслями являются рыболовство и обработка древесины, добываемой в окрестных горах. В Овасе расположены рыболовецкий порт, гидроэлектростанция Кутисубо, торговый центр AEON Owase, штаб-квартира Kihoku Shinkin Bank, несколько пляжей.
Город связан железной дорогой Central Japan Railway Company с городами Сингу, Вакаяма, Осака на западе, и Исе, Цу, Нагоя на востоке.

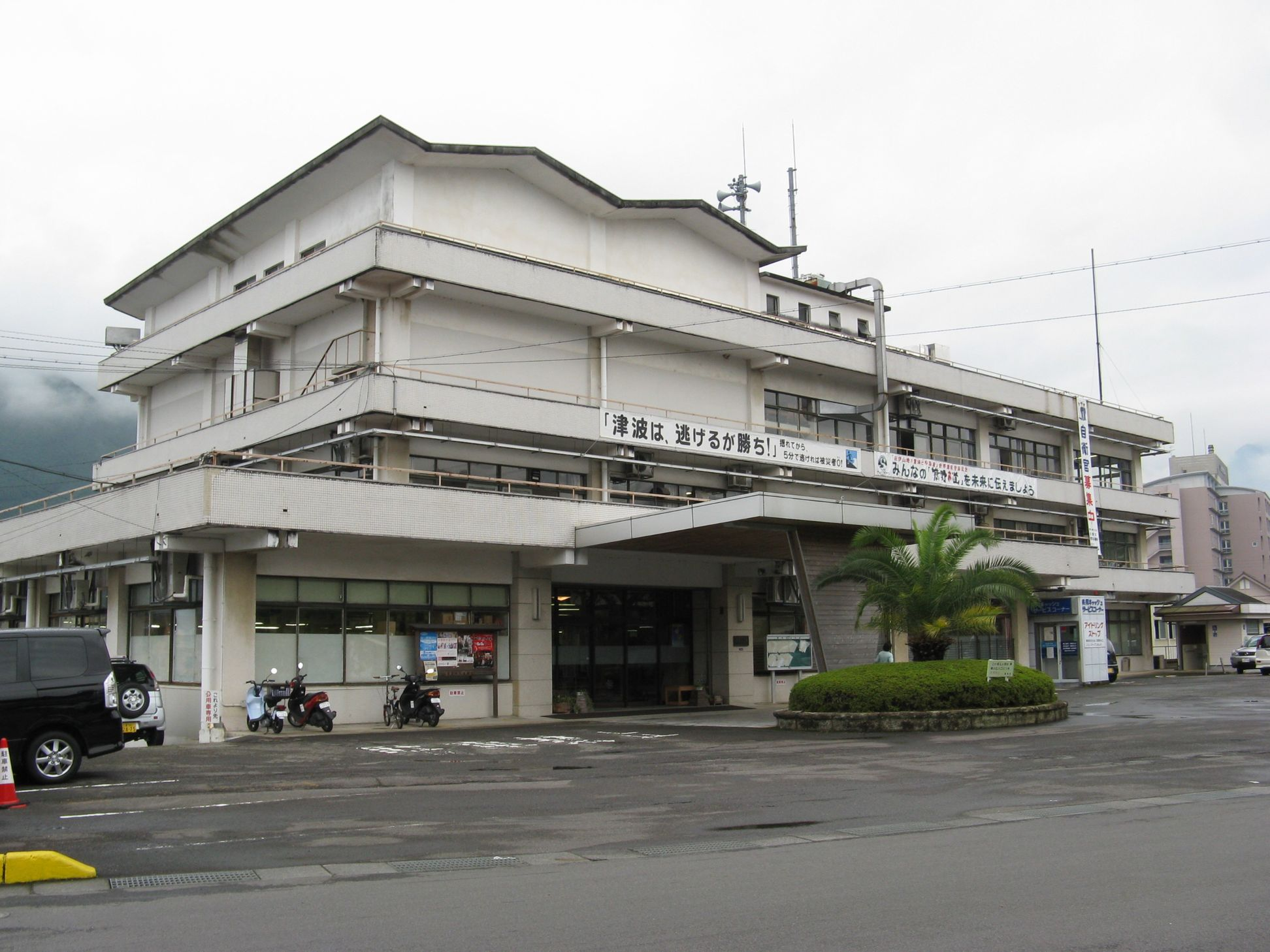
Мэрия Овасе
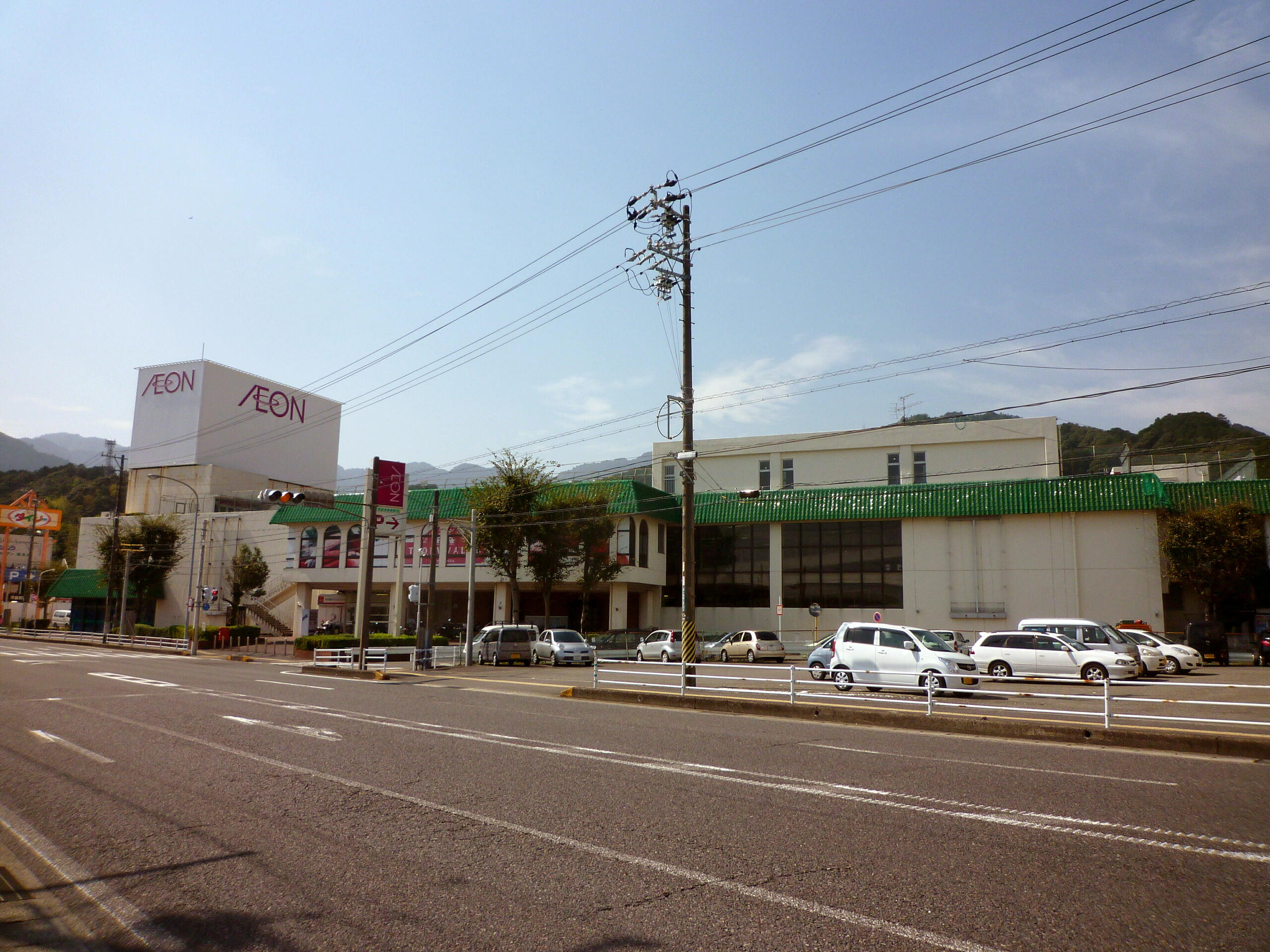
Торговый центр AEON
Буддийский храм
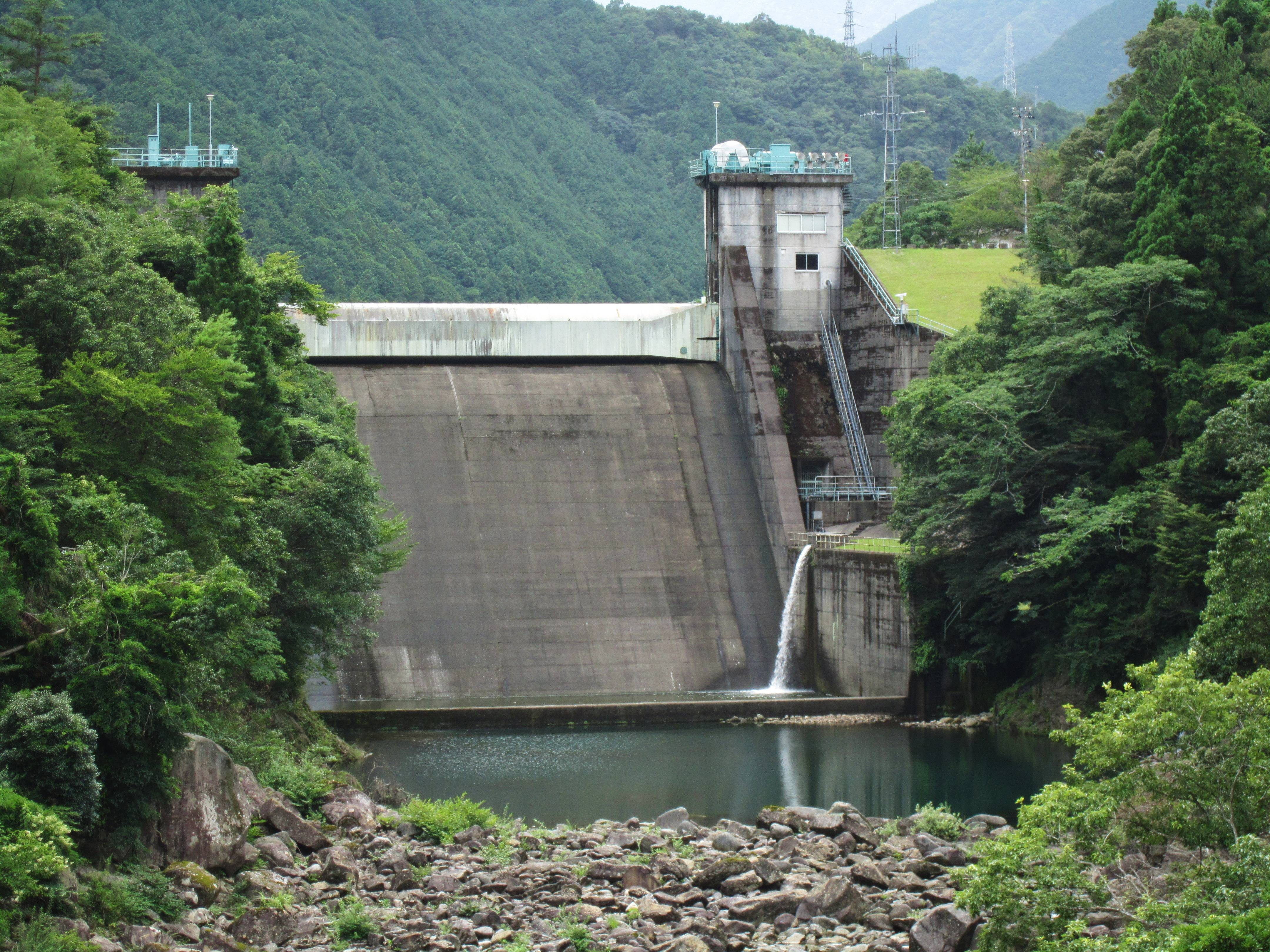
ГЭС Кутисубо

## Города-побратимы
- Принс-Руперт, Канада (1968)
- Цзиньчжоу, Китай (2007)